# Estadio Qemal Stafa
El Estadio Qemal Stafa (en albanés: Stadiumi Qemal Stafa) fue un estadio de fútbol ubicado en la ciudad de Tirana, Albania. Fue inaugurado el 7 de octubre de 1946 y tenía una capacidad para 19 700 espectadores sentados, siendo el estadio más grande de Albania y en el que disputaba sus partidos la selección de fútbol de Albania. La construcción del estadio comenzó en 1939 y se inauguró en 1946 para la Copa de los Balcanes que ganó la selección albanesa. 
En 1974, en conmemoración del trigésimo aniversario de la Liberación Nacional y para asumir las crecientes necesidades de la liga del país fue ampliado, aumentando su capacidad hasta los 35 000 espectadores.En la década de 1990 se redujo a 19 700, todos ellos sentados. El estadio recibe el nombre del héroe de la Segunda Guerra Mundial y fundador del Partido Comunista de Albania, Qemal Stafa.
El 22 de mayo de 2016 se jugó el último partido en el Estadio Qemal Stafa, la ocasión fue la final de la Copa de Albania entre FK Kukesi y KF Laci, para dar paso a la demolición total del estadio.
El estadio fue demolido en junio de 2016 para dar paso al nuevo Arena Kombëtare o también llamado Estadio Nacional de Albania, inaugurado el 17 de noviembre de 2019.

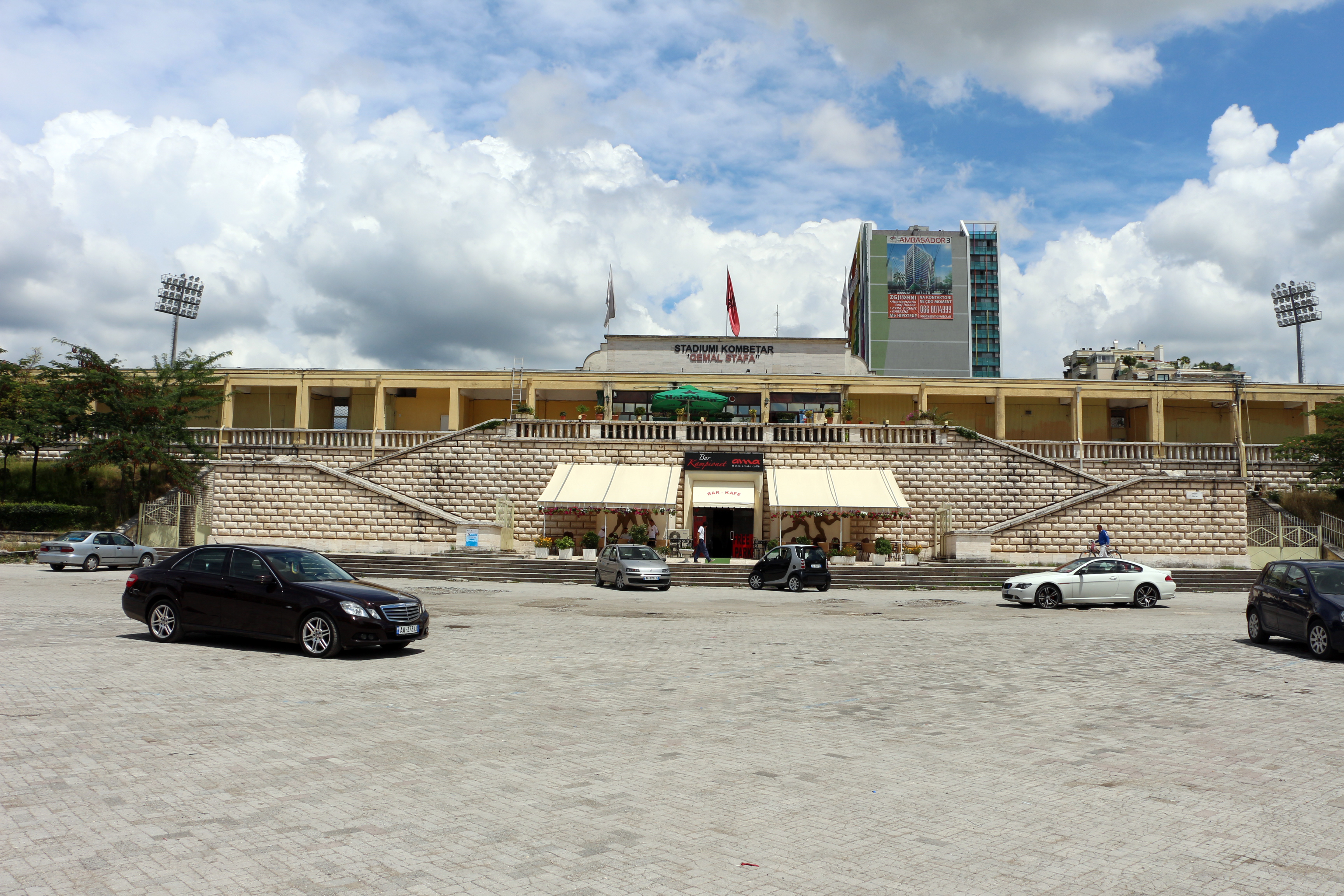
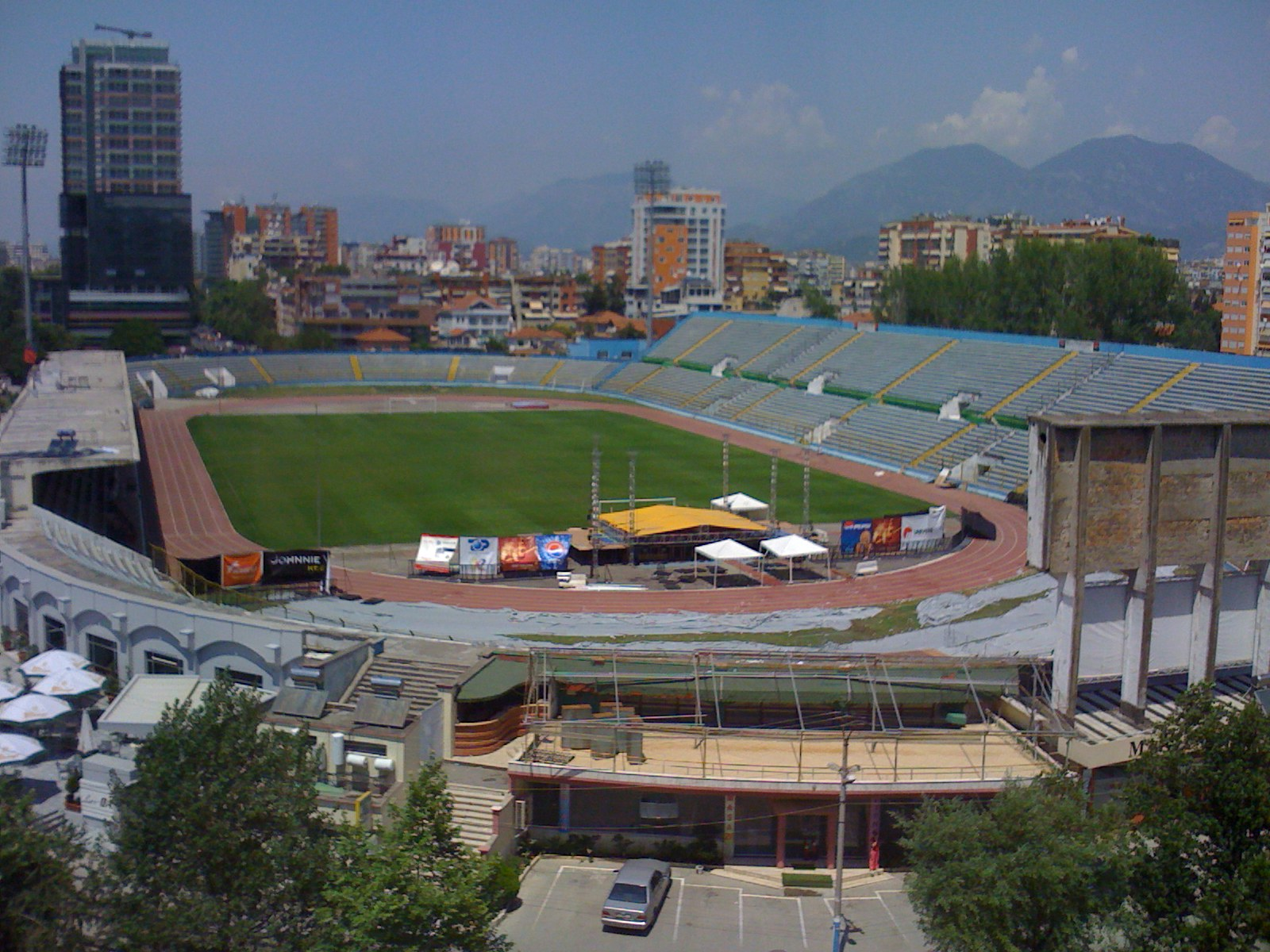